# Franziska Bram
Franziska Barbara Josephina Bram, auch unter dem Pseudonym Luise von Endeers tätig, (* 26. Oktober 1860 in Hillesheim; † 12. Juni 1932 in Lehmen) war eine deutsche Dichterin und Schriftstellerin.

## Leben
Franziska Bram wurde als Tochter des Richters Franz Gottfried Bram und seiner Frau Josephina Anna Bram, geborene Veling, in Hillesheim (Eifel) geboren. Nach der Versetzung ihres Vaters nach Mayen im Jahr 1861 wuchs Franziska Bram im Haus ihrer Großeltern in Hillesheim auf, wohnte gelegentlich aber auch bei ihren Eltern in Koblenz. Um die Erziehung kümmerte sich vorwiegend ihre Tante, die Franziska Bram neben der Kunst des Erzählens auch die gutbürgerliche Lebensart sowie religiöse Werte vermittelte. Neben der Tante hatte ihre Schwester Luise (* 1859, † 1918), die unter dem Namen Luise Schulze-Brück ebenfalls als Schriftstellerin tätig war, großen Einfluss auf Franziska Bram und die beiden Geschwister waren zeitlebens freundschaftlich verbunden.
Als Erwachsene folgt Franziska Bram ihrer Schwester nach Bingen, etwa um 1890, wo Luise nach der Hochzeit mit dem Speditionskaufmann Brück lebte und verbrachte Quellen zufolge dort 8 Jahre. 1892 starb der Schwager und die Schwester heiratete 1898 oder 1900 einen Schriftsteller namens Schulze aus Berlin. Wiederum zog Luise in die Heimatstadt ihres Mannes und wiederum folgte ihr Franziska, welche fast 15 Jahre in Berlin lebte. 1912 zogen die beiden schließlich gemeinsam mit ihren weiteren beiden Schwestern nach Lehmen an der Mosel, wo Franziska Bram 1932 starb.
Den Bezug zu ihrem Heimatdorf Hillesheim verlor Franziska Bram in all den Jahren nie, was durch häufige Besuche belegt ist und sich auch in ihren Werken widerspiegelt. Unter anderem schrieb sie über die Zeit in der Heimat: „Die stärksten Eindrücke meines Lebens habe ich den Jahren in der Eifel gehabt; nicht nur von der Natur her, sondern auch durch die Menschen“. Positiv spricht sie von der „frischen, köstlichen Eifelluft, die es nur einmal gibt“.
Neben Romanen, die zwischen 1906 und 1917 erschienen, veröffentlichte Franziska Bram auch Erzählungen, beispielsweise im Blatt des Eifelvereins, dessen Mitbegründer ihr Vater war, oder in der Kölnischen Volkszeitung. Darüber hinaus verfasste sie zahlreiche Novellen, welche ebenfalls in Zeitungen oder als Sammelbände erschienen.

## Leistungen
Romane gelten als ihre Stärke, von denen Franziska Bram drei in ihrer frühen Zeit (1907 bis 1910) unter dem Pseudonym Luise von Endeers veröffentlichte. Als besonders eindrucksvoll wird „Der Zorn Gottes“ aus dem Jahr 1913 beschrieben; ein Kulturroman, welcher auch als Grundlage für Novellen der Dichterin diente. Beispielsweise durch „Der Eulenspiegel von Rauhenstein“, eine Geschichte über einen Kirchenraub die in einem Eifeler Heimatkalender erschien, zeigte Franziska Bram zudem, dass sie eine exzellente Erzählerin war.
Maßgeblich für ihr Schaffen waren der starke katholische Glaube, der Einsatz zur Gleichberechtigung der Frau sowie die Liebe zur Heimat. Gesellschaftskritik ist ein großes Thema der Schriftstellerin, die ihre Personen psychologisch fein zeichnete und sprachlich großartig darstellte. Das Lebenswerk der Dichterin wird auch als das Ziel beschrieben, den Mitmenschen die christliche Nächstenliebe mit ihren Rechten und Pflichten näher zu bringen sowie die Heimat als wichtige Lebensgrundlage anzuerkennen.
Im Roman „Der Zorn Gottes“ thematisierte sie die Stellung der Frau in der bäuerlich-dörflichen Eifel um 1900 und lieferte eine Darstellung des gesellschaftlichen Umbruchs in dieser Zeit. Die Romanheldin ist ein Beispiel des Wandels von der Abhängigkeit zur Selbstständigkeit der Frau in der damaligen Eifelkultur. Durch das Aufgreifen des Themas Schuld und Buße in „Der Eulenspiegel von Rauhenstein“ wollte sie nach eigener Aussage der großen Verantwortung einer Schriftstellerin den Mitmenschen gegenüber gerecht werden.

## Würdigung
Obwohl sie in ihrer Zeit als Heimatdichterin sehr geschätzt wurde, war die Schriftstellerin auch an ihren Lebens- und Wirkungsstätten bis vor einigen Jahren kaum bekannt. Vor Kurzem bildete sich jedoch ein Franziska-Bram-Freundeskreis in Berndorf, einem Nachbardorf Hillesheims, dessen Aktivität das Werk der Autorin stärker in den Fokus der Öffentlichkeit rückt. In Hillesheim selbst erinnert zumindest eine Tafel an das Geburtshaus von Franziska und Luise Bram. Anlässlich ihres 150. Geburtstags im Jahr 2010 fand in ihrem Heimatdorf erstmals eine Festwoche mit Lesungen, einer begleitenden Ausstellung und weiteren Veranstaltungen statt.
Wenige Werke von Franziska Bram oder ihrer Schwester Luise sind heute noch erhältlich, da diese seit den 1920er Jahren zunächst nicht mehr aufgelegt wurden. Erst ab 2008 erschienen einzelne Neuauflagen, welche bei dem genannten Freundeskreis erhältlich sind.

## Werke
- Die Compagnie, Roman. 1906
- Hengstenberg & Cie. 1906
- Bürgermeister Jörensens Töchter, Roman (Luise v. Endeers). Bachem-Verlag, Köln 1907
- Vohwinkels Drei, Roman (Luise v. Endeers). Bachem-Verlag, Köln 1909
- Am Ende der Welt, Roman (Luise v. Endeers). Bachem-Verlag, Köln 1910
- Die Zelle der Gerechtigkeit, drei Novellen (Die Zelle der Gerechtigkeit, Die schöne Melusine, Der fressende Pfennig). Köln 1912 (1911 als Fortsetzungsroman in der Kölnischen Volkszeitung veröffentlicht)
- Der Brandstifter. 1912
- Der Zorn Gottes, Roman. 1913 (Neuauflage: 1921)
- Der Ruf des Lebens, Roman. 1917 (Neuauflage: 1922)
- Der Meister, Roman. 1917 (Neuauflage: 1921)
- Auf der Straße der Suchenden, drei Novellen (Auf der Straße der Suchenden, Der Schatten, Wintermärchen). 1920

Neuauflagen
- Aus dem Jugendparadies, Erzählung. 2008
- Eifeler Märkte, Erzählung. 2009
- Die Zelle der Gerechtigkeit, Erzählung. 2010